# The Original Recordings 1990/2003
The Original Recordings 1990/2003 è una compilation di Elio e le Storie Tese pubblicato nel 2007.

## Storia
Contiene brani provenienti dai loro album pubblicati tra il 1989 (Elio Samaga Hukapan Kariyana Turu) e il 2003 (Cicciput).
La band ha ufficialmente disapprovato il cofanetto non ritenendolo, di fatto, una loro produzione.

## Tracce

### CD 1
1. Servi della gleba
2. Burattino senza fichi
3. Pipppero®
4. Tapparella
5. Ocio ocio
6. Essere donna oggi
7. Mio cuggino
8. Il vitello dai piedi di balsa
9. La terra dei cachi
10. Supergiovane
11. Il vitello dai piedi di balsa reprise
12. La saga di Addolorato

### CD 2
1. Alfieri
2. John Holmes (una vita per il cinema)
3. Nubi di ieri sul nostro domani odierno (abitudinario)
4. Cara ti amo (risvolti psicologici nei rapporti tra giovani uomini e giovani donne)
5. Mustasì
6. Il mondo di Paul Branigade (registrato al Teatro La Verdura di Palermo il 31-8-1998)
7. Uomini col borsello (registrato al Teatro La Verdura di Palermo il 31-8-1998)
8. Né carne né pesce (registrato al Teatro La Verdura di Palermo il 31-8-1998)
9. Cassonetto differenziato per il frutto del peccato (registrato al Palavobis di Milano il 12-7-1999)
10. Milza (registrato al Palasport di Modena il 19-5-1996)
11. Lo stato A, lo stato B (registrato al Teatro La Verdura di Palermo il 31-8-1998)
12. Pilipino rock
13. Caro 2000
14. Gimmi I.

### CD 3
1. Born to be Abramo
2. La bella canzone di una volta
3. Shpalman®
4. Discomusic
5. L'astronauta pasticcione
6. Litfiba tornate insieme
7. Farmacista
8. Fossi figo
9. L'eterna lotta tra il bene e il male
10. La chanson
11. Il rock and roll
12. La follia della donna (parte I)
13. Evviva
14. La visione